# Kevin Marshall
Kevin Marshall, född 10 mars 1989, är en kanadensisk professionell ishockeyspelare som spelar för Rögle BK i SHL. Han har tidigare spelat på NHL–nivå för Philadelphia Flyers.
Marshall draftades i andra rundan i 2007 års draft av Philadelphia Flyers som 41:a spelare totalt.